# Ilya Gringolts
Ilya Gringolts (Leningrad, 2 juillet 1982) est un violoniste et compositeur russe.

## Biographie
Gringolts étudie le violon à Saint-Pétersbourg avec Tatiana Liberova et Jeanna Metallidi. Il est ensuite élève d'Itzhak Perlman à la Juilliard School pendant trois ans. De 2001 à 2003, Gringolts est membre des programmes de la Nouvelle génération d'artistes de la BBC Radio 3.
Gringolts est actuellement enseignant à la faculté de musique de la Hochschule der Künste de Zurich. En plus du violon moderne, il s'engage continuellement dans l'interprétation sur instruments anciens. Il a fondé le Quatuor Gringolts en 2008 et joue le premier violon au sein de l'ensemble. Gringolts joue le violon de Stradivarius « ex-Kiesewetter », prêté par l'Association Stradivarius de Chicago.
Gringolts a fait des enregistrements notamment pour les labels Onyx et Deutsche Grammophon,.
Gringolts est marié à la violoniste arménienne Anahit Kurtikyan. Le couple a deux filles. Sa sœur Olga, est mariée au violoniste Maxime Vengerov.

## Prix et récompenses
- 1992 : Concours junior de toute la Russie, deuxième prix
- 1994 : Concours de la jeunesse à Saint-Pétersbourg, premier prix
- 1995 : Concours Yehudi Menuhin pour jeunes violonistes, catégorie junior, sixième prix
- 1997 : Concours Henryk Wieniawski, division junior, lauréat
- 1998 : Concours Paganini à Gênes, premier prix
- 2001-2003 : BBC New Generation Artist
- 2006 : Gramophone Award pour la musique de chambre, et l'enregistrement Sergueï Taneïev (Quintette avec piano) avec Vadim Repine, Nobuko Imai, Lynn Harrell, et Mikhaïl Pletnev.